# Toxafè
El toxafè és una mescla de centenars de compostos clorats, sent ser un dels pesticides més usats als Estats Units d'Amèrica fins a l'any 1982, data en què es van prohibir la majoria dels seus usos. L'any 1990 es van prohibir tots els seus usos. El toxafè es va usar principalment al sud dels Estats Units per controlar insectes en collites de cotó i en altres collites.
Generalment es troba en forma de sòlid o gas. En la seva forma original, el toxafè és un sòlid cerós de color groc a taronja que fa olor de pins.
El toxafè ha estat en ús des de 1949 i va ser l'insecticida més utilitzat als EUA el 1975. El toxafè és molt insoluble en aigua, i té una vida mitjana en sòl de fins a 12 anys. S'ha demostrat que la bioconcentració en organismes aquàtics i se sap que són susceptibles de transport atmosfèric.
S'utilitza principalment com a plaguicida no sistèmic i de contacte amb insecticides en el cotó, blat de moro, fruites, verdures i en el control de plagues de la soia. El toxafè es va utilitzar també per controlar ectoparàsits del bestiar, com polls, mosques, paparres i la sarna. El major ús es va produir des de finals de 1960 fins a principis dels 70 quan va substituir el DDT a les formulacions en combinació amb el metil paratió.
El toxafè va ser al mateix temps el pesticida més fabricat als Estats Units amb un volum màxim de producció de 23 000 tones el 1973. A través de principis dels anys 1970 el toxafè o les barreges de toxafè amb rotenona van ser utilitzats àmpliament en llacs i rierols per les agències de pesca i caça per eliminar comunitats biològiques que es consideraven nocives per a la pesca esportiva.
El toxafè ha estat prohibit en 37 països, incloent-hi Àustria, Belize, el Brasil, Costa Rica, la República Dominicana, Egipte, la Unió Europea, l'Índia, Irlanda, Kenya, Corea, Mèxic, Panamà, Singapur, Tailàndia i Tonga. El seu ús ha estat severament restringit en altres 11 països, incloent-hi l'Argentina, Colòmbia, Dominica, Hondures, Nicaragua, Pakistan, Sud-àfrica, Turquia i Veneçuela.

## Medi ambient
Quan s'allibera a l'ambient pot entrar l'aire, al sòl i a l'aigua. No es dissol molt bé en aigua, pel que és més probable trobar-lo a l'aire, el sòl i als sediments del fons de llacs i rierols que en aigües de superfície. El toxafè pot romandre a l'ambient durant molt de temps pel fet que es degrada molt lentament.Pot ser transportat a llargues distàncies per l'aire. El toxafè s'acumula al teixit gras de peixos i mamífers.

## Exposició al toxafè
Les persones que viuen en una àrea amb alta contaminació per toxafè, per exemple un lloc de residus perillosos, poden estar exposades a nivells més alts en respirar aire contaminat o mitjançant contacte directe de la pell amb terra o aigua contaminada. Les persones que consumeixen quantitats altes de peix, marisc o animals silvestres en àrees contaminades per toxafè poden exposar-se a quantitats més altes d'aquesta substància, ja que aquests animals tendeixen a concentrar toxafè en el teixit gras. També hom pot exposar-se al toxafè en prendre aigua contaminada amb toxafè provinent de sòl contaminat.

## Afectació a la salut
Respirar, ingerir o beure quantitats altes de toxafè pot danyar el sistema nerviós, el fetge i els ronyons, i fins i tot causar la mort. No obstant això, com que el toxafè ja no s'usa en els Estats Units, és improbable que hom pateixi una exposició a quantitats altes d'aquest compost. Estudis en animals que van menjar aliments o prendre aigua que contenia toxafè van demostrar efectes del fetge, els ronyons i el sistema immunitari. No se sap si el toxafè pot afectar la reproducció en éssers humans.
La vida mitjana del toxafè al sòl varia entre 100 dies i 12 anys, depenent del tipus de sòl i clima. Aquesta persistència, combinada amb un elevat coeficient de repartiment (log K OW = 3,23-5,50) suggereix que el toxafè es pot bioacumular amb facilitat. Factors de bioconcentració de 4.247 i 76.000 s'han enregistrat en peixos mosquit i la truita de rierol, respectivament. Les propietats químiques del toxafè (baixa solubilitat en aigua, alta estabilitat, i alta volatilitat) afavoreixen el seu transport a llarga distància, i el toxafè s'ha detectat a l'Àrtic.
L'exposició de la població en general és més probable a través dels aliments, no obstant això els nivells detectats són en general inferiors als límits màxims de residus.

## Toxicitat
El toxafè no sol ser tòxic per a les plantes. En general, els efectes tòxics s'han observat només en nivells molt més alts que el nivell d'ús recomanat. El toxafè és altament tòxic, amb 96 hores LC50 valors en el rang d'1,8 mg/l a la truita arc de Sant Martí. Truites de rierol exposades al toxafè a una concentració de 0,039 mg/L (la mínima) durant 90 dies van experimentar una reducció del 46% en pes. La viabilitat dels ous de truita femella es va reduir significativament a una exposició a una concentració de 0,075 mg / L o més. A una exposició a llarg termini de 0,5 mg / L, la viabilitat d'ous es redueix a zero.
- Carcinogenicitat (EPA): probable carcinogen humà.
- MCL (aigua potable): 0.003 mil·ligrams per litre
- Les normes de OSHA (PEL): 0,5 mil·ligrams per metre cúbic d'aire
- Normes NIOSH: El NIOSH recomana que els nivells de toxafè ha de ser el més baixos possibles al lloc de treball a causa del seu potencial cancerigen.

## Efectes sobre el medi aquàtic
El toxafè és tòxic per a molts organismes aquàtics i sub mostra els efectes letals, també. En les ostres any d'edat, per exemple, podria inhibir la deposició d'ordres. Mamífers aquàtics no tenen enzims hepàtics que ajudaria a metabolitzar congèneres toxafè. Com a resultat, el toxafè pot acumular-se en nivells molt alts en els seus teixits adiposos. Les concentracions de toxafè s'han trobat en les algues, gasteròpodes, carpita cabuda i Salmo salar. Mostra de greix de les balenes beluga habiten a la costa nord d'Alaska s'ha trobat que contenen toxafè en concentracions insalubres, fins i tot superior a la concentració de DDT i PCB en les balenes. La gent està més exposades al toxafè través de la seva dieta, especialment si s'inclou als peixos de la font de contaminació. El toxafè s'ha mesurat en els olis i greixos, tubercles, carns i grans. L'insecticida es va informar que un dels residus més freqüents en el total dels aliments dietètics entre els 1982-1984 anys, superant els nivells de DDT en les mateixes mostres.

## Sinònims
Noms comercials inclouen Chlorinated camphene, Octachlorocamphene, Camphochlor, Agricide Maggot Killer, Alltex, Allotox, Crestoxo, Compound 3956, Estonox, Fasco-Terpene, Geniphene, Hercules 3956, M5055, Melipax, Motox, Penphene, Phenacide, Phenatox, Strobane-T, Toxadust, Toxakil, Vertac 90%, Toxon 63, Attac, Anatox, Royal Brand Bean Tox 82, Cotton Tox MP82, Security Tox-Sol-6, Security Tox-MP cotton spray, Security Motox 63 cotton spray, Agro-Chem Brand Torbidan 28, i Dr Roger's TOXENE.